# Municipio de Union (condado de Union, Pensilvania)
El municipio de Union (en inglés: Union Township) es un municipio ubicado en el condado de Union en el estado estadounidense de Pensilvania. En el año 2000 tenía una población de 1.427 habitantes y una densidad poblacional de 51.2 personas por km².

## Geografía
El municipio de Union se encuentra ubicado en las coordenadas 40°54′00″N 76°51′59″O / 40.90000, -76.86639.

## Demografía
Según la Oficina del Censo en 2000 los ingresos medios por hogar en la localidad eran de $48,289 y los ingresos medios por familia eran $51,842. Los hombres tenían unos ingresos medios de $37,344 frente a los $22,202 para las mujeres. La renta per cápita para la localidad era de $21,597. Alrededor del 4,3% de la población estaban por debajo del umbral de pobreza.